# Estigmene atrifascia
Estigmene atrifascia är en fjärilsart som beskrevs av George Francis Hampson 1907. Estigmene atrifascia ingår i släktet Estigmene och familjen björnspinnare. Inga underarter finns listade i Catalogue of Life.